# Cernon (folyó)
A Cernon folyó Franciaország területén, a Tarn bal oldali mellékfolyója.

## Földrajzi adatok
A folyó Aveyron megyében a Francia-középhegységben ered, 800 méterrel a tengerszint felett, és Saint-Georges-de-Luzençon-nál, úgyszintén Aveyron megyében ömlik be a Tarn folyóba. 
Mellékfolyója a Soulzon.

## Megyék és városok a folyó mentén
- Aveyron : Sainte-Eulalie-de-Cernon, Saint-Rome-de-Cernon, Saint-Georges-de-Luzençon.